# ساکابامباسپر
ساکابامباسپر (نام علمی: Sacabambaspis) نام یک سرده از رده بال‌سپرریختان است.